# ديفيد بوشارد
ديفيد بوشارد هو كاتب للأطفال ومؤلف ومدرس كندي، ولد في 1952 في ساسكاتشوان في كندا.

## وصلات خارجية
- الموقع الرسمي